# Villa Nueva (Santiago del Estero)
Villa Nueva – miejscowość w Argentynie, położone w środkowej części prowincji Santiago del Estero.

## Demografia
.